# Pantano (sjö)
Pantano är en sjö i Antarktis. Den ligger i Östantarktis. Nya Zeeland gör anspråk på området. Pantano ligger 3 meter över havet.